# Augustanakirken
Den evangelisk-lutherske Augustanakirke i Århus er en uafhængig evangelisk-luthersk menighed, som blev grundlagt i 2007. Dens grundlag er Konkordiebogen og De sachsiske visitationsartikler fra 1592. Augustanakirken blev grundlagt af læremæsssige grunde efter en splittelse af Den evangelisk-lutherske frikirke. Augustanakirkens menighedsråd udarbejdede i september 2007 en redegørelse, hvori man beskrev baggrunden for menighedsdannelsen.
Fra 2009 står Augustanakirken bag informationsside om evangelisk-luthersk kristendom: HvadErKristendom.dk.
Navnet Augustana, som er den latinske betegnelse for "augsburgske", henviser til Den augsburgske bekendelse (latin: Confessio Augustana).